# 後藤達也
後藤 達也（ごとう たつや、1980年 - ）は、日本の経済ジャーナリスト。元日本経済新聞記者（2004年 - 2022年3月）。2022年からフリージャーナリストとして、SNSやテレビなどで経済情報を発信。Twitterフォロワー76万人、YouTube登録者数33万人、note有料会員3万人。2004年から18年間、日本経済新聞の記者として、金融市場、金融政策、日本銀行、財務省、企業財務などの取材を担当した。2016～17年にコロンビア大学ビジネススクール客員研究員。2019～21年に2年半の期間、ニューヨーク特派員。2022年3月、日本経済新聞社を退職。日本証券アナリスト協会検定会員（CMA）、国際公認投資アナリスト（CIIA)。元朝日新聞デジタルコメンテーター（2021年6月 - 2023年12月）。

## 概要

### 日本経済新聞記者時代
慶應義塾大学経済学部卒業。大学1年生の時、マネックス証券社長（当時）の松本大が自校へ講演に訪れ、マネックス証券のIPO（2000年8月4日）に応募したのが株式投資のきっかけ。その後、学生時代の2000年～2003年に日本株投資を経験し、ITバブルやその後の波乱相場で空売りも含めて取引していた。この時の経験が後の投資家への取材や記事の執筆における説得力につながっていると分析している。
2004年に日本経済新聞社に入社し、主に経済・為替・金融政策・日本銀行・財務省を主に取材した。2009年から2010年には日本経済研究センターに出向し、エコノミストとしても経験を積んだ。2016年から2017年には米コロンビア大学ビジネススクールの客員研究員となり、2019年から2021年まではニューヨーク特派員として米国の経済や相場情報を発信した 。2021年半ばに帰国し、退社までの半年間は日銀のキャップを務めた。
同社在職中は株取引を一切行わないことを自らの方針としていた。その理由は、保有銘柄に対するバイアスを避け、客観的な記事を書くためだったという。後藤は自分の情報発信に対する信頼性を重視しており、ポジショントークをしないことも約束している。
2020年5月からはTwitterで経済情報を分かりやすく伝えることで人気を集め、日経記者時代のアカウントでのフォロワー数は37万人以上に達していた。

### 日経退職、フリー転身後
2022年3月に同社退社。退社の理由としては「人生は100年時代だと言われています。私は42歳ですが、定年退職をする60歳まで20年を切っているなと思ったんです。70代でも元気に仕事をしている人っていますよね。もしかしたら、80歳を過ぎてもほどほどに仕事をしているかもしれない、となった時に、60歳まで一つの組織にずっと残るというのはリスクが高いと感じました。会社を辞めると安定した収入源を失うことになりますが、あえて外に出て、いろいろなことを試した方が、自分のスキルや世界が広がっていくような気がしました」と語っている。退社に伴い、自身が持っていたTwitterアカウントは会社のものとしてアカウントにカギがかけられ、新しいアカウントが開設。開設から数週間で28万フォロワーに達し、2025年4月時点で76万フォロワーになっている。
2022年3月6日には、自身のYouTubeチャンネル「後藤達也・経済チャンネル」を開設し、短い文章と自作のグラフで米国や日本の経済情勢をわかりやすくまとめており、開設1か月半でチャンネル登録者数10万人を達成した。開設以降、経済解説動画を随時公開していたが、2024年1月21日を以て動画公開は停止。半年ほど更新が無く、同年7月1日からはライブ配信を中心としたコンテンツへ方針変更している。
月額500円の有料noteも開設し、解説半年で加入者数は2万人を超えたことをTwitter上に報告している。日経電子版をもじって「後藤電子版」と言われることがある。
2022年3月に日経テレ東大学のシリーズ「なんで会社辞めたんですか?」の初回に出演。そこで当時日経テレ東大学のプロデューサーであったテレビ東京の高橋弘樹と出会い、新シリーズ「あつまれ！金融の森」にレギュラー出演していたが、2023年をもって日経テレ東大学が終了したことで同企画も終了した。高橋弘樹は2023年3月末でテレビ東京を退社し、自ら立ち上げた事実上の後継チャンネル「Re:HacQ」で、後藤達也がメインMCの「あつまれ！経済の森」を開始した。

## 人物
私生活では、妻と子供がいることを公表している。
後藤達也は、2022年6月にVoicyにおいて株取引を始めたことを発表した。日本経済新聞社時代は投資をしていなかったが、フリージャーナリストとして経済情報を発信する立場から投資に興味を持ったという。後藤はポジショントークをしないことを約束し、日本株や米国株のETFなどに積み立てや短期トレードで投資している。短期トレードでは損失も経験し、相場の難しさを実感したと語っている。
フリージャーナリストとして活動を開始後は、YouTubeやTwitterなどのSNSで経済情報をわかりやすく発信しており、多くのファンがいる。また、朝日新聞デジタルのコメンテーターとしても執筆や動画出演を行っていた。テレビやSNS・Webメディアに出演しており、フリージャーナリストしての活動の幅を広げている。

## 出演

### テレビ
- 報道ステーション（テレビ朝日）
  - 「#20年ぶり円安 なぜ？後藤氏解説」2022年4月13日[14][15]
  - 「いまは #良い円安？#悪い円安？」2022年6月13日[16][17]
- NHKニュースおはよう日本（NHK総合）
  - 「どうなる日本経済!? 後藤達也さんと中空麻奈さんが斬る」2022年8月17日[18][19]
  - 「円相場この１年」2022年12月28日[20]
- 世界一受けたい授業「お金が貯まる人・貯まらない人は何が違う？知らないと損する！？お金を増やす方法」（日本テレビ）2022年9月3日[21]
- お金、大事に使ってますか？愛おしい投資術（テレビ東京）2022年12月11日[22][23]
- news23（TBS）
  - 「株価急落…クレディスイス」2023年3月16日[24][25]
  - 「消費者物価が上昇↑４１年ぶり高水準…”資産形成”を考える」2023年4月21日[26][27]
  - 「日米の景気の今　日本株ドル換算すると…」2023年6月9日[28][29][30]
  - 「いよいよ夏休み！なぜ値上げは止まらない　ラーメンに2000円支払う？」2023年7月21日[31]
- 漫画家イエナガの複雑社会を超定義「注目の株式投資!これってギャンブル?を考えてみた」（NHK総合）2023年5月26日[32][33]
- GINZA CROSSING Talk　～時代の開拓者たち～（日経CNBC）2023年6月度ゲスト[34]
- ワールドビジネスサテライト（テレビ東京）
  - 「建築家・坂茂氏“戦地の病院”に密着」（火曜日解説キャスター滝田洋一の夏休みに伴う代役）2023年9月5日[35][36]
  - 「安倍派大臣交代へ」2023年12月14日[37][38]
  - 2024年4月より、毎週金曜日レギュラーコメンテーター[39][40]
  - 「本当は超面白い“ケーザイ”の現場！3時間SP」2024年12月29日[41][42]
- がっちりマンデー!!（TBS）
  - 「出版業界の新しいカタチ！？『note』」2023年12月3日[43][44]
  - 「社員が○○だらけの会社！」2024年3月3日[45][46]
  - 「儲かる！混雑ビジネス」2024年4月7日[45][47]
  - 「ギョギョッとビックリ！！儲かる養殖ビジネス！」2024年6月16日[45]
  - 「儲かるにおい！市場規模231兆円！？」2024年9月15日[45]
  - 「神社仏閣にうま〜く入り込んでる会社！鉄の鳥居に…寺コンサル！？」2024年12月22日[45]
  - 「花粉症ビジネス！ 花粉症が軽くなる『幻の果実』！？」2025年3月2日[48]
  - 「儲かる白！業界激震！白なのに透けにくい魔法のTシャツ」2025年3月25日[48]
- 世界はデータでできている（テレビ東京）
  - 「お金にまつわるデータSP」2024年2月18日[49]
  - 「お金のデータ特別編」2024年2月25日[50][51]
- 日曜報道 THE PRIME（フジテレビ）
  - 「株価最高値接近も個人消費減、GDP4位転落のナゼ▽泣き寝入り急増！“投資で損”のヤバい事情」2024年2月18日[52][53][54]
  - 「賃上げ33年ぶり5%超え！人手不足倒産、下請けいじめの現実も…。マイナス金利解除の行方は？」2024年3月17日[55][56]
  - 「20年ぶり新紙幣発行！地元深谷市にぎわい…一方でキャッシュレス化の波」2024年7月7日[57]
- 日曜スクープ（BS朝日）「34年ぶり史上最高値更新　株高はホンモノか　日本と世界経済の行方を読む」2024年2月25日[58][59]
- DayDay.（日本テレビ）
  - 「インバウンドで異変 5000円ラーメンまで…高騰続く？二重価格も」2024年3月5日[60]
  - 「歴史的円安で輸入品高騰…生活に影響は？乗り切る方法とは」2024年4月18日[61]
- 林修の今、知りたいでしょ!（テレビ朝日）「お金について今、国民が知りたい3大講座」2024年3月14日[62]
- 中居正広の土曜日な会（テレビ朝日）「お金の話な会～聞きたいギモン～」2024年3月16日[63][64]
- Mr.サンデー（フジテレビ）
  - 「日本の給料 どうすれば上がる？」2024年3月17日[65][66]
  - 「フジテレビ問題」2025年4月6日[67]
- モーニングショー（テレビ朝日）
  - 「日銀マイナス金利解除へ」2024年3月20日[68]
  - 「国民負担率46％ 中高年層 賃上げ率『低』」2025年3月12日[69]
- ウェークアップ!（読売テレビ）「歴史的円安・年金・投資…専門家と考える『「お金のハナシ』」2024年4月20日[70][71][72][73]
- めざまし8（フジテレビ）「GW鎌倉が大混雑人気漫画の舞台に人殺到」2024年4月30日[74]
- 集まれ！総選挙ライブ（テレビ東京）2024年10月27日[75]　第50回衆議院議員総選挙の開票特番
- ZIP!（日本テレビ）
  - 2025年3月6日[76]
  - 2025年4月よりレギュラー解説者[77]
    - 2025年4月1日 - 2025年7月1日 毎週火曜日
    - 2025年7月7日 - 現在 毎週月曜日

### ラジオ
- 耳で聴く後藤達也note（ラジオNIKKEI）[78] - MC　2023年2月から2024年4月まで月次放送。2024年4月以降は3ヶ月に一度の頻度へ変更[79]
- RADIONOMICS（J-WAVE）2024年4月12日[80]、4月19日[81]

### YouTube配信
- ReHacQ−リハック−「あつまれ！経済の森」（YouTubeチャンネル、2023年3月24日 - ） - MC
- NewsPicks「The MARKET」（YouTubeチャンネル、2024年5月3日 - ）- 堀江貴文と共演
- PIVOT「マネー新常識」（YouTubeチャンネル、2024年12月16日 - ） - MC

## 著書
- 転換の時代を生き抜く投資の教科書（2024年1月25日、日経BP）ISBN 978-4296001538
- 教養としての日本経済 新時代のお金のルール（2024年3月29日、徳間書店）ISBN 978-4198657741　※YouTubeチャンネルReHacQ『あつまれ！経済の森』書籍化

### 関連書籍
- なんで会社辞めたんですか？─経験者たちのリアルボイス（2023年3月29日、講談社）ISBN 978-4065311943　※YouTubeチャンネル『日経テレ東大学』書籍化
経済ジャーナリスト・後藤達也（日本経済新聞社を退職）「辞めるのも辞めないのもリスク」。
- 堀江・後藤流 投資の思考法（2024年10月26日、NewsPicks）ISBN 978-4910487038　堀江貴文との共著